# Samuel Hibbert-Ware
Samuel Hibbert-Ware (21 avril 1782 - 30 décembre 1848), né Samuel Hibbert à St Ann's Square Manchester, est un géologue et antiquaire anglais.

## Biographie
Il est le fils aîné de Samuel Hibbert (décédé en 1815), un marchand de fils de lin, et de sa femme Sarah Ware, de Dublin .
Hibbert obtient un doctorat en médecine et devient membre de la Royal Society of Edinburgh. Il est secrétaire de la Society of Scottish Antiquarians, membre des Royal Medical and Wernerian Societies of Edinburgh, ainsi que membre de la Philosophical Society of Manchester.
Son livre Sketches of the Philosophy of Apparitions (1825) est l'un des premiers travaux sceptiques qui donne des explications physiques et physiologiques possibles pour les observations de fantômes .
Il meurt à Hale Barns, Altrincham dans le Cheshire le 30 décembre 1848. Il est enterré au cimetière d'Ardwick à Manchester .

## Ouvrages
- Une description des îles Shetland : comprenant un compte rendu de leurs paysages, antiquités et superstitions (1822) réimprimé en 1891.
- Illustration des coutumes d'un manoir du nord de l'Angleterre au XVe siècle (1822)
- Esquisses de la philosophie des apparitions ; Ou, une tentative de retracer de telles illusions à leurs causes physiques (1825)
- Histoire des volcans éteints du bassin de Neuwied, sur le Bas-Rhin (1832)
- Sur le calcaire d'eau douce de Burdiehouse dans le quartier d'Édimbourg (1835)
- Mémoriaux de la rébellion du Lancashire, MDCCXV (1845)